# Burgerweeshuis (Purmerend)
Het burgerweeshuis in Purmerend is een rijksmonument in de Noord-Hollandse plaats Purmerend. Het weeshuis werd eind 16e of begin 17e eeuw gebouwd op de plaats waar tot 1572 het klooster Wateringen was gevestigd (andere bronnen suggereren echter dat dit klooster nooit heeft bestaan). In 1789 werd het gebouw grondig vernieuwd. Hieraan herinnert nog een gevelsteen in de voorgevel. Ook werd eind 18e eeuw het interieur aangepast, waarbij de regentenkamer geschilderd behang kreeg, terwijl de gang voorzien werd van stucwerk in Lodewijk XVI-stijl. In 1964 werd het gebouw gerestaureerd en in 1980 verkocht. Inmiddels was alleen nog het voorgebouw bewaard gebleven omdat de zijvleugels - die nog wel zichtbaar zijn op de gevelsteen uit 1789 - in 1978 waren gesloopt voor de bouw van het Eggert Winkelcentrum.